# Chaetopterus variopedatus
Chaetopterus variopedatus é uma espécie de anelídeo pertencente à família Chaetopteridae.
A autoridade científica da espécie é Renier, tendo sido descrita no ano de 1804.
Trata-se de uma espécie presente no território português, incluindo a sua zona económica exclusiva.